# Gyrus precentralis
De gyrus precentralis of voorste centrale winding is een winding in de frontale kwab van de grote hersenen bij primaten. Deze winding is homoloog aan de gyrus praecruciatus in roofdieren. De grijze stof van deze hersenwinding maakt deel uit van de primaire motorische schors en is betrokken bij de aansturing van de willekeurige motoriek.
Aan de voorkant loopt de sulcus precentralis en aan de achterkant de sulcus centralis, die de grens vormt tussen de frontale en pariëtale kwab. 